# 1976年欧洲超级杯
1976年欧洲超级杯在1976年8月17日和30日举行。由1975–76年欧洲冠军杯冠军拜仁慕尼黑对阵1975–76年歐洲盃賽冠軍盃冠军安德莱赫特，后者以总比分5-3夺冠。